# James M. Dorsey
James Michael Dorsey (* 12. August 1951) ist ein US-amerikanischer Journalist und Publizist.

## Leben und Wirken
Dorsey begann seine journalistische Karriere 1975 bei Trouw. In der Folge ging er als Nahostkorrespondent nach Jerusalem, Teheran, Kuwait, Kairo und Beirut und berichtete unter anderem über den Bürgerkrieg im Libanon, die Islamische Revolution im Iran, den Iran-Irak-Krieg und den israelisch-arabischen Konflikt und den Friedensprozess im Nahen Osten. Von 1987 bis 1991 arbeitete Dorsey in Washington, D.C. als Korrespondent für diplomatische und Sicherheitsfragen. Er arbeitete für Medien wie The Christian Science Monitor, für die Nachrichtenagentur UPI und The Wall Street Journal und berichtete auch aus Lateinamerika und Afrika. Dorsey wurde zweimal für den Pulitzer-Preis nominiert. 
Ethnische und religiöse Konflikte waren bevorzugter Gegenstand seiner Reportagen – in letzter Zeit findet sein Fußball-Blog The Turbulent World of Middle East Soccer viel Beachtung. Über Hans Pusch wurde Dorsey peripher in die Waldheim-Affäre einbezogen. Er verweigerte jedoch die Streuung von belastendem Material über Kurt Waldheim ohne Angabe der Quelle.
Gegenwärtig ist Dorsey Senior Fellow an der S. Rajaratnam School of International Studies der Nanyang Technological University in Singapur und Eigentümer der Firma Quest Ltd. Seit Januar 2013 ist er zudem Co-Direktor am Institut für Fankultur der Universität Würzburg.